# Église de l'Assomption de Vuillafans
Pour les articles homonymes, voir Église de l'Assomption et Assomption.
L’église de l'Assomption de Vuillafans est une église située à Vuillafans dans le département français du Doubs.

## Histoire
En 1429, débute la construction de l'église et les travaux dureront jusqu'à la consécration de l'église en 1522. Le toit à pavillon date quant à lui de 1550. L'église a fait l'objet de campagnes de restauration en 1828 et 1837, dates que l'on retrouve sur la porte d'entrée et le chevet de l'édifice.
L'église de l'Assomption de Vuillafans fait l’objet d’une inscription au titre des monuments historiques depuis le 20 novembre 1939.

## Rattachement
L'église fait partie de la paroisse de la Haute-Vallée de la Loue (Ornans) qui est rattachée au diocèse de Besançon.

## Architecture
L'église possède un clocher-porche surmonté d'un toit à pavillon et percée de baies ajourées.
La nef centrale est encadrée par deux bas-côtés et possède des voûtes en ogive.

## Mobilier
Le mobilier de l'église est d'influence suisse (Rhénane ?) et ce, parce que Vuillafans se trouvait « sur la route du sel, qui depuis Salins, desservait les pays rhénans via les terres helvétiques » ou parce qu'au Moyen Âge le village était entre les mains de la famille de Neuchâtel, via Isabelle de Neuchâtel. Parmi les éléments de mobilier, plusieurs possèdent une protection à titre objet des monuments historiques:
- le retable datant de 1702, sculpté par François Choye en chêne taillé. Deux colonnes torses encadre massivement le retable. La représentation iconographique principale concerne le calvaire et l'annonciation. Le retable est classé à titre objet des monuments historiques depuis le 5 décembre 1908[5]
- une chaire en prêcher datant de 1704, de J.Ligier et classé à titre objet des monuments historiques depuis le 5 décembre 1908[6]
- le tableau de la nativité datant de 1515 environ, exécuté par un peintre de l'école suisse et classé à titre objet des monuments historiques depuis le 24 mai 1943[7]
- les tableaux de La Cène, du Calvaire et de Saint Benoît datant de 1515 environ, exécuté par un peintre de l'école suisse et classés à titre objet des monuments historiques depuis le 24 avril 1944[8]